# Mio Takeuchi
Mio Takeuchi (竹内 実生 Takeuchi Mio?) (Tokushima, Japón, 8 de marzo de 1985) es una actriz japonesa afiliada con Suns Entertainment. Mio es conocida por su rol doble de Sae Taiga y Gao White en la serie Super Sentai Gaoranger que se emitió en 2001.

## Carrera
En 2001 Mio hizo su aparición como Sae Taiga en la serie Gaoranger. En 2002, apareció en Oha Suta y otras actividades como gravure y drama televisivo. Mio también había realizado actividades como servir a su líder y formó una unidad ídolo Strawberry con Saki Seto y en 2003 pausaron sus actividades de entretenimiento y prácticamente se retiraron.
Como trasfondo y motivo para hacer una pausa, la persona en cuestión de actividades de entretenimiento, en la edición de 2006 de la revista Toei Heroine MAX, con las actrices Takemi y Rei Saito, hablan sobre la presión de los alrededores para esperar éxito en la relación de gravure después del final de Gaoranger, han comentado que estaban ansiosos por hacer en el futuro de la vida del entretenimiento. También se reveló que estaban en la relación de la escuela del Este al mismo tiempo.
En mayo de 2008, Mio estuvo a cargo de moderadora en el primer torneo de Air Guitar Japan de clasificación de Tokio que se llevó a cabo en Shinjuku Loft Plus One.
En 2011, trabajó en la empresa de indumentaria, era miembro de una sociedad y, a veces se enfrentaba en el caso de que el coprotagonista de Gaoranger Kazuyoshi Sakai quisiera presidirla. En abril del mismo año apareció en el 340 Presents ga hoe jūnensai. Y desde entonces hasta 2021, estuvo inactiva en la industria del entretenimiento.
Luego de 10 años de estar inactiva en la industria del entretenimiento, Mio regresó a la franquicia Super Sentai para retomar su papel de Sae Taiga y Gao White en el espectáculo escénico Kikai Sentai Zenkaiger vs. Hyakujū Sentai Gaoranger Special Battle Stage junto a sus compañeros coprotagonistas de Gaoranger Noboru Kaneko, Kei Horie, Takeru Shibaki y Kazuyoshi Sakai.

## Filmografía

### Televisión
- Mirai Sentai Timeranger (2001): Gao White (ガオホワイト Gao Howaito?) (en el episodio Gran reunión de Super Sentai (recopilación especial))
- Hyakujū Sentai Gaoranger (2001-2002): Sae Taiga (大河 冴 Taiga Sae?)/Gao White (ガオホワイト Gao Howaito?)

### Película
- Hyakujuu Sentai Gaoranger vs. Super Sentai (10 de agosto de 2001): Sae Taiga (大河 冴 Taiga Sae?)/Gao White (ガオホワイト Gao Howaito?)
- Hyakujuu Sentai Gaoranger: The Fire Mountain Roars (22 de septiembre de 2001): Sae Taiga (大河 冴 Taiga Sae?)/Gao White (ガオホワイト Gao Howaito?)
- Ninpū Sentai Hurricaneger vs. Gaoranger (4 de marzo de 2003): Sae Taiga (大河 冴 Taiga Sae?)/Gao White (ガオホワイト Gao Howaito?)

### Espectáculo escénico
- Kikai Sentai Zenkaiger vs. Hyakujū Sentai Gaoranger Special Battle Stage (1 de agosto de 2021): Sae Taiga (大河 冴 Taiga Sae?)/Gao White (ガオホワイト Gao Howaito?)